# Velike Sadóve
Velike Sadóve (en (ucraïnès): Велике Садове) és un poble de la República Autònoma de Crimea a Ucraïna, que el 2014 tenia 397 habitants. Pertany al districte de Bakhtxissarai. Fins al 1948 la vila es deia Taix-Bastí.

## Població
Segons les dades del 2001 la composició de la població de la vila de Bolxoie Sadóvoie d'acord amb la llengua que empren és la següent:
| Llengua  | %     |
| -------- | ----- |
| Rus      | 57,34 |
| Tàtar    | 29,92 |
| Ucraïnès | 11,91 |
| Belarús  | 0,55  |